# Nathaniel Popper
Nathaniel Popper (nascido em 1979, em Chevy Chase, Maryland) é um jornalista do The New York Times que cobre finanças e tecnologia de São Francisco. Ele trabalhou anteriormente no Los Angeles Times, The Foward e Let's Go Travel Guides. Se graduou em Harvard em 2002 em história e literatura da America.
Afora os artigos, publicou o livro Digital Gold: Bitcoin and the Inside Story of the Misfits and Millionares Trying to Reinvent Money, publicado nos Estados Unidos pela editora HarperCollins e no Reino Unido pela editora Penguin. O livro narra a história do Bitcoin e das transações virtuais, e foi finalista no prêmio Financial Times Business Book of the Year em 2015. Ele se interessou pelo assunto quando escreveu um artigo sobre como os gêmeos Winklevoss, Cameron e Tyler, perderam 11 milhões em Bitcoin.